# Tivoli Schouwburg
Tivoli Schouwburg was een schouwburg aan de Coolsingel 25 in Rotterdam. Hij werd opgericht door toneelspeler en regisseur Jan Cornelis de Vos sr. en Willem van Korlaar sr.. De schouwburg werd ontworpen door de architect Abraham Salm. In dat plan, werd het naastgelegen café-restaurant D. Deinum op Coolsingel 24 een onderdeel. Ook kreeg hij een restaurant en kegelbaan. Op de eerste etage waren de balkons en gaanderijen. Het gebouw werd op 4 oktober 1890 geopend. Op 29 maart 1891 werd de Wintertuin geopend, die ontworpen was door IJme Gerardus Bijvoets. In de Wintertuin vestigde zich in 1903 de eerste vaste bioscoop van Nederland.

## Ligging
De schouwburg lag ter hoogte van de plek waar anno nu het Stadhuisplein zich bevindt, tegenover de burgemeesterskamer in het huidige stadhuis.. Wie voor 1915 de schouwburg uitliep, kwam uit op het comedie bruggetje, een in 1853 aangelegde draaibrug over de Coolvest, die uitkwam op de Raamstraat. Daarna werd de Coolvest gedempt tot deel van de Coolsingel.

## Interieur
De zaal van de schouwburg was gestoffeerd in lichtblauw en had gouden ornamenten. Ook het brandscherm en satijnen voordoek waren lichtblauw. Er hing een koperen kroonluchter met gasverlichting (gaskroon). Gasten konden in de zaal zitten, maar ook op het balkon een etage hoger. Op de balustrade zaten cartouches met de namen van toneelspelers die toen beroemd waren: Breeman, Albregt, Kleine-Gartman, Snoek, Peters en Driessen. Voor het toneel was een brede orkestbak met aan beide zijden twee loges voor steeds vier personen.

## Exploitatie

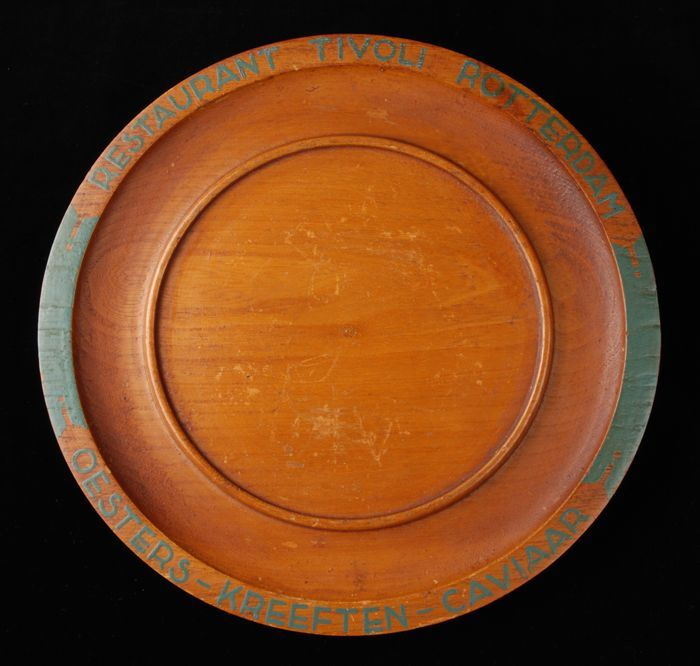
Een houten eetbord van het restaurant is een van de weinige voorwerpen die nog herinneren aan Tivoli

De schouwburg deed eerst vooral dienst als een variététheater. Er waren veel werken te zien in de naturalistische traditie. Zo werden er drama's van Henrik Ibsen opgevoerd en een toneelbewerking van de roman Noodlot door Louis Couperus. In de Wintertuin trad bijvoorbeeld de operazanger Carl Pfläging op.
Op 10 oktober 1903 startte Fraciscus Petrus J. Goeman met de exploitatie van de Wintertuin als permanent filmtheater, The Royal American Bioscope. Het is de eerste vaste bioscoop in Nederland. Later werd het omgedoopt naar Tivoli Bioscope. In 1927 wordt deze Tivoli-Bioscope overgenomen door de maatschappij Groote Schouwburg en gaat dan Tivoli Schouwburg heten.

## Gebeurtenissen
- Jacobus Hendrikus de Jager debuteerde in 1902 in Tivoli Schouwburg.[13]
- In 1902 had Koos Speenhoff in Tivoli Schouwburg zijn eerste grote optreden.[14]
- In 1904 werd in Tivoli Schouwburg een blijspel over Kaat Mossel opgevoerd, geschreven door Anthonie van Sprinkhuyzen.[15]
- In een zaaltje van Tivoli werd op 10 juni 1918, het Genootschap van Beroepsmusici tot onderlinge Kunstbeoefening opgericht dat nu bekend is als het Rotterdams Philharmonisch Orkest.[16][17]
- De voorstelling Als de zon opgaat van het gezelschap Het Schouwtooneel ging op 15 oktober 1925 in première in het Tivoli.